# فيلوسيتراج
فيلوسيتراج (بالإنجليزية: Velusetrag)‏ هو دواء لعلاج الاضطرابات العصبية والعضلية المعدية،الانسداد المعوي، اضطرابات الحركة، إمساك، متلازمة القولون المتهيج. 